# باب الذراع

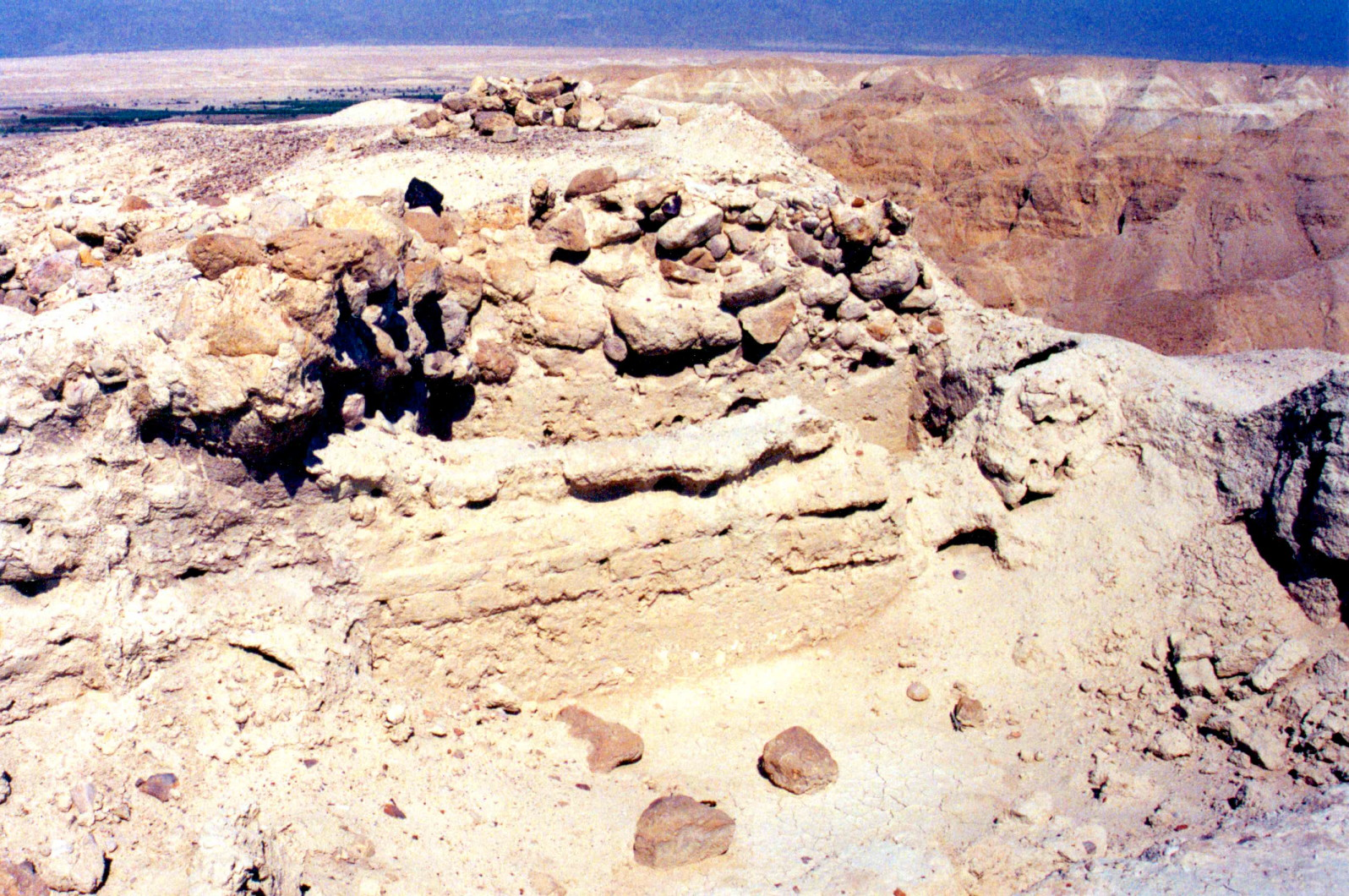
جدار طيني في موقع المقبرة

باب الذراع هي مقبرة أثرية تقع في منطقة غور الذراع على بعد 7كم شرق شبه جزيرة اللسان على شاطئ البحر الميت جنوب غور الحديثة وترتفع 70 م فوق سطح البحر. تم بهل أعمال حفر وتنقيب ونسبت معظم المكتشفات إلى العصر البرونزي القديم 2200 ق.م وما قبله. تم اكتشاف أماكن سكنية ومقابر وقطع فخارية من عصور مختلفة. وكأغلب المواقع الأثرية في المشرق، كان هدف البعثات الأثرية الرئيس هو ربط الأماكن الأثرية بتلك المذكورة بالتوراة، أو ما يسمى بعلم الآثار التوراتي، وكأغلب المواقع أيضاً لم تصل البعثات الأثرية إلى نتيجة مادية تربط بين المكان الحقيقي القائم والمكان الأسطوري في النصوص المقدسة. وكانت المحاولة أساساً ربط الموقع بموقع عمورة التوراتي، وأثبتت الدراسات بأن موقع باب الذراع تم هجره بحدود سنة 2350 ق.م تبعاً لأحدث اللقى، بينما يفترض علماء الآثار التوراتييين بأن دمار عمورة حدث بالفترة بين 1550 ق.م. و 2166 ق.م. وما خلص إليه المنقبون الآثاريون هو أن المنطقة هجرها أهلها فقط.

## مكتشفات المقبرة
أدت الحفريات إلى نتائج مفيدة رغم أهدافها وخصوصاً فيما يتعلق بتطور طرق الدفن عند الإنسان خلال العصور الموغلة بالقدم. إذ استمر استعمال المقبرة دون انقطاع لفترة تزيد على الألف سنة، ويلاحظ المتتبع لأثار المنطقة انه مع بزوغ العصر البرونزي المبكر فقد استخدم السكان طريقة جديدة لدفن موتاهم وأصبحت مقابرهم ومحتوياتها وما يحيط بها من تقاليد دينية أهم مصدر لنا للتعرف على تاريخ المنطقة وحضارة سكانها السالفين.
وقد مرت طرق الدفن في باب الذراع بعدة مراحل أهمها:
- النوع الأول: هو الضريح العمودي (shaft tombs) وهي عبارة عن تجويف عمودي مقطوع في الصخر يتسع في قسمه السفلي ويتفرع عنه تجويف أو أكثر يتم فيه دفن الموتى وقد كان القبر يحتوي على عظام كثيرة لعدد من الموتى وهي مرتبة بالتوازي دون انتظام فيما الجماجم على حده مع مجموعة من الأواني الفخارية.
- النوع الثاني : هو ضريح المستطيل (chamber tombs) وهي عبارة عن غرفة مستطيلة الشكل مبنية من الطوب وأرضيتها مرصوفة بالحصى حيث تحتوي هذه القبور على أكوام من الجماجم والأواني الفخارية والاسلحة كالسهام.

## معرض صور

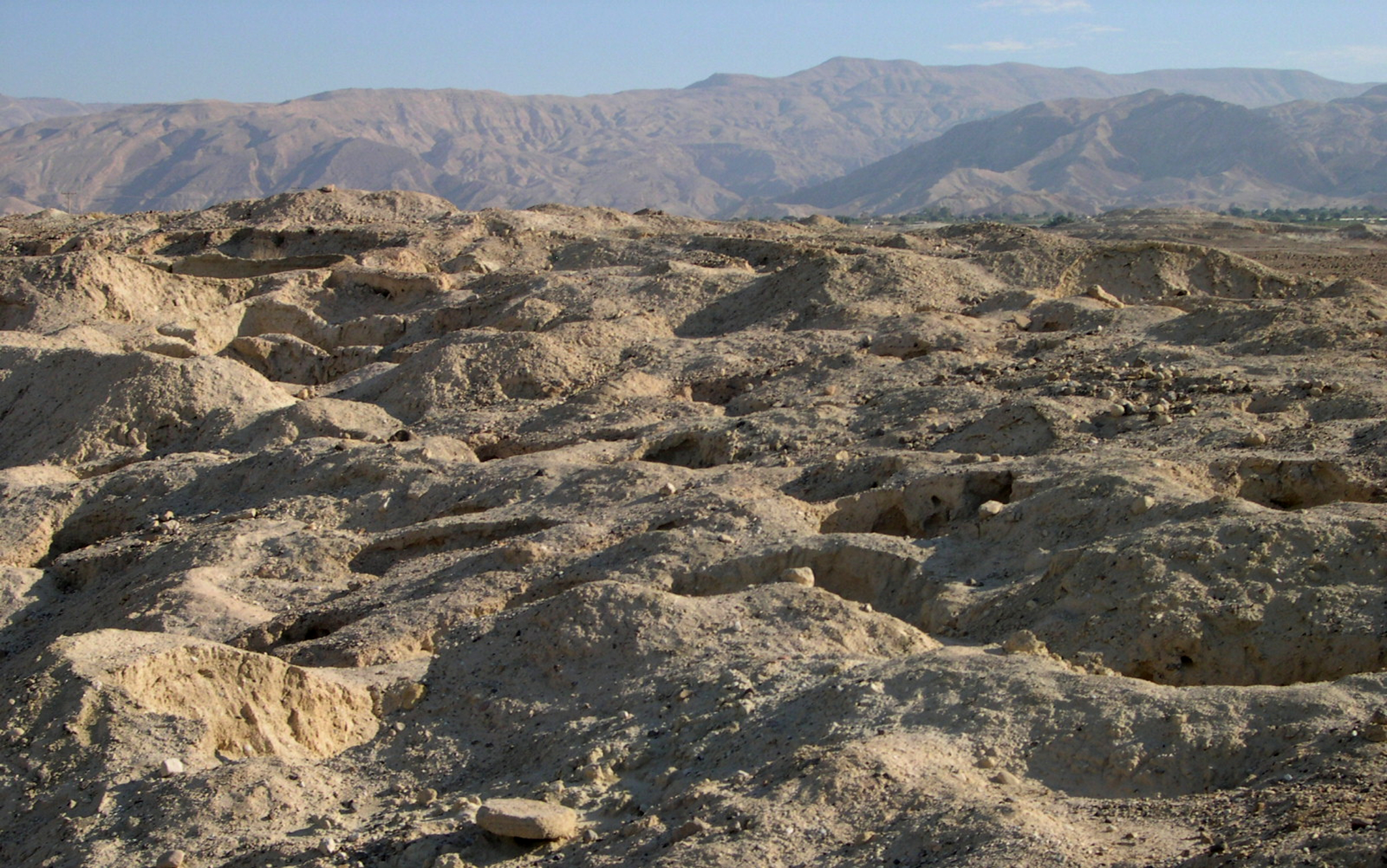
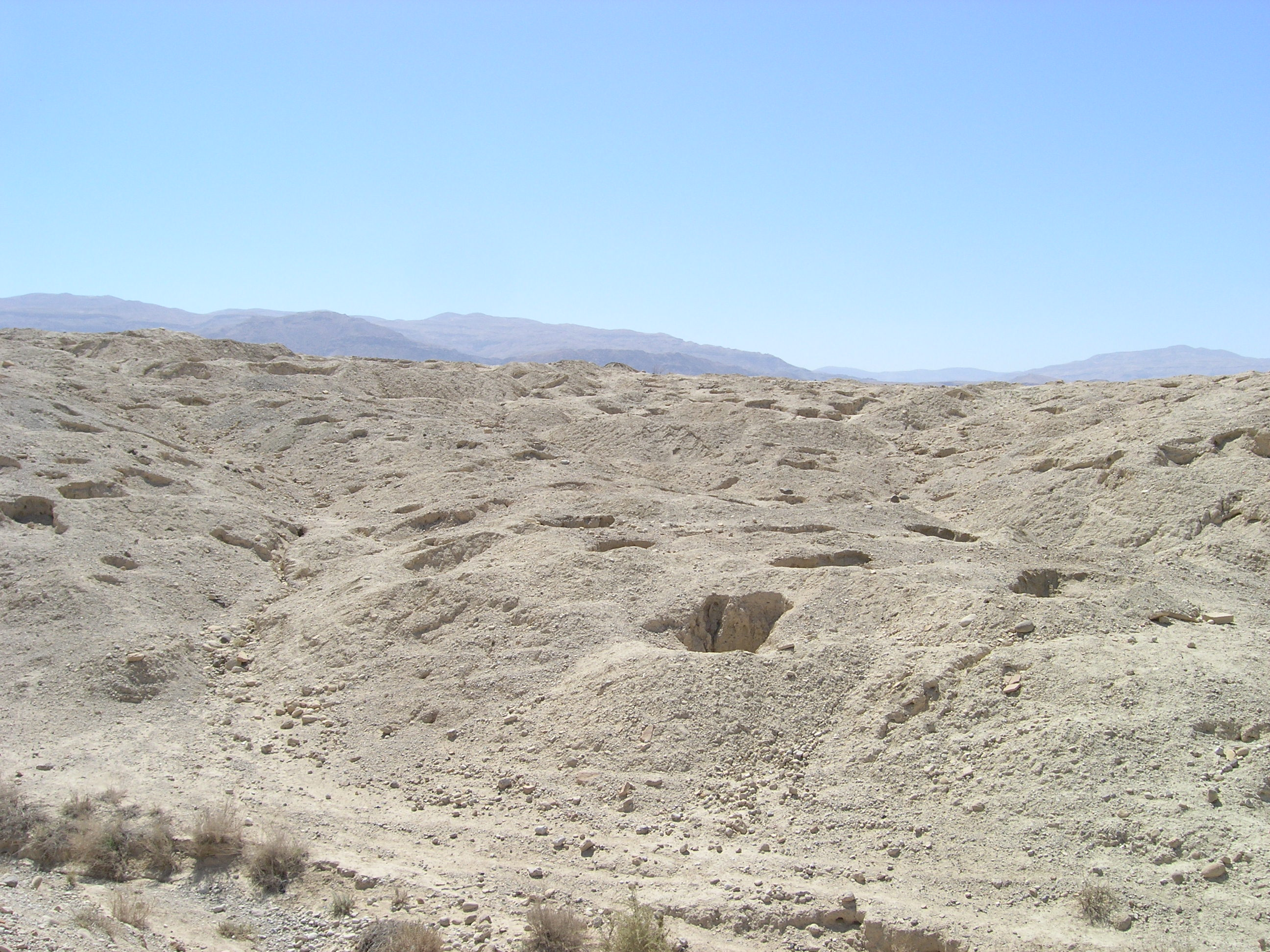
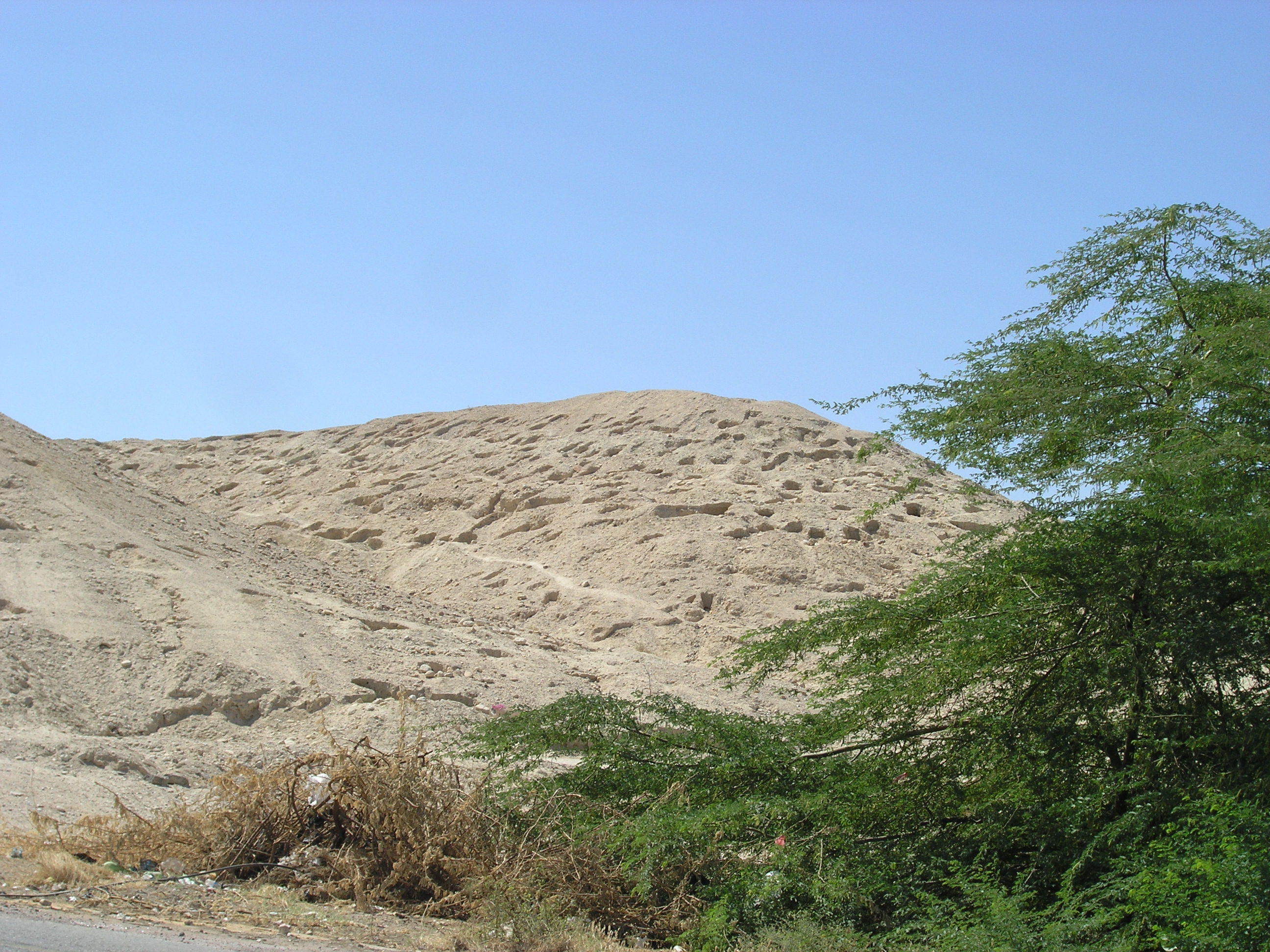